# Syagrius
Syagrius (født 430 – død i 486 eller 487) var søn af Aegidius, den sidste romerske magister militum per Gallias, som havde bevaret en reststat ved Soissons efter det vestromerske riges sammenbrud. Syagrius regerede denne Gallo-romerske enklave som hærfører (dux) fra sin fars død i 464 og indtil 486, da hans rige blev ødelagt under Klodevig 1.s udvidelse af Frankerriget.
Efter at have lidt nederlag uden for sin hovedstad i slaget ved Soissons søgte Syagrius asyl hos Alarik 2., vestgoternes konge, som boede i Toulouse. I stedet blev han taget til fange og sendt tilbage til Klodevig. Der blev han – ifølge Gregor af Tours – stukket ned i hemmelighed i 487.
Syagrius' korte regeringstid er interessant, fordi han er det sidste bevidnede eksempel på indfødt, gallo-romersk styre i Gallien. Han blev faktisk kendt blandt de germanske erobrere som "romernes konge".

## Eksternt link
- Artiklen "Syagrius" i Encyclopaedia Britannica, 1911.

1. ↑  Navnet er anført på svensk og stammer fra Wikidata hvor navnet endnu ikke findes på dansk.